# Giải bóng đá Vô địch Quốc gia 2014
Giải bóng đá Vô địch Quốc gia 2014, tên gọi chính thức là Giải bóng đá Vô địch Quốc gia Eximbank 2014 (tiếng Anh: Eximbank V.League 1 – 2014) vì lý do tài trợ, là mùa giải chuyên nghiệp thứ 14 và là mùa giải thứ 31 của Giải bóng đá Vô địch Quốc gia, giải đấu bóng đá hạng cao nhất Việt Nam. Giải khởi tranh vào ngày 11 tháng 1 năm 2014 đến ngày 10 tháng 8 năm 2014 với 13 câu lạc bộ tham dự. Đây là năm thứ tư liên tiếp Ngân hàng Thương mại cổ phần Xuất nhập khẩu Việt Nam trở thành nhà tài trợ chính của giải đấu.
Becamex Bình Dương đã lên ngôi vô địch lần thứ ba trong lịch sử câu lạc bộ sau khi cầm hòa 1–1 trước đội bóng SHB Đà Nẵng.

## Thay đổi trong mùa giải

### Thay đổi đội bóng
| Thăng hạng từ V.League 2 2013 - Hùng Vương An Giang - QNK Quảng Nam - Than Quảng Ninh | Giải thể - Xi măng Xuân Thành Sài Gòn (xử xuống hạng) - Kienlongbank Kiên Giang (vấn đề tài chính) |

### Thể thức thi đấu
Theo điều lệ của mùa giải này, chỉ có một câu lạc bộ có thứ hạng thấp nhất phải xuống hạng trực tiếp đến V.League 2 2015, trong khi đội xếp áp chót sẽ thi đấu trận play-off với đội xếp thứ ba của V.League 2. Hai câu lạc bộ từ V.League 2 2014 sẽ giành quyền tham dự V.League 1 2015. Tuy nhiên, sau khi Xi măng The Vissai Ninh Bình rút lui khỏi giải đấu, điều lệ của giải đấu được thay đổi, theo đó đội xếp cuối cùng vào cuối mùa sẽ phải thi đấu trận play-off.

## Các đội bóng

### Sân vận động
| Câu lạc bộ          | Thành phố   | Sân vận động | Sức chứa | Mùa đầu tiên ở V.League | Huấn luyện viên  |
| ------------------- | ----------- | ------------ | -------- | ----------------------- | ---------------- |
| Becamex Bình Dương  | Thủ Dầu Một | Gò Đậu       | 18,250   | 2004                    | Lê Thụy Hải      |
| Đồng Nai            | Biên Hòa    | Đồng Nai     | 25,000   | 2013                    | Trần Bình Sự     |
| Đồng Tâm Long An    | Tân An      | Long An      | 19,975   | 2003                    | Ngô Quang Sang   |
| Hà Nội T&T          | Hà Nội      | Hàng Đẫy     | 22,000   | 2008                    | Phan Thanh Hùng  |
| Hải Phòng           | Hải Phòng   | Lạch Tray    | 28,000   | 2000                    | Dylan Kerr       |
| Hoàng Anh Gia Lai   | Pleiku      | Pleiku       | 12,000   | 2003                    | Choi Yun-Kyum    |
| Hùng Vương An Giang | Long Xuyên  | An Giang     | 15,200   | 2014                    | Nhan Thiện Nhân  |
| QNK Quảng Nam       | Tam Kỳ      | Tam Kỳ       | 15,624   | 2014                    | Vũ Quang Bảo     |
| SHB Đà Nẵng         | Đà Nẵng     | Chi Lăng     | 28,000   | 2001                    | Lê Huỳnh Đức     |
| Sông Lam Nghệ An    | Vinh        | Vinh         | 12,000   | 2000                    | Nguyễn Hữu Thắng |
| Than Quảng Ninh     | Cẩm Phả     | Cẩm Phả      | 15,000   | 2014                    | Đinh Cao Nghĩa   |
| Thanh Hóa           | Thanh Hóa   | Thanh Hóa    | 14,000   | 2010                    | Hoàng Thanh Tùng |
| Vissai Ninh Binh    | Ninh Bình   | Ninh Bình    | 22,000   | 2010                    | Nguyễn Văn Sỹ    |

### Thay đổi huấn luyện viên
| Độ bóng            | Huấn luyện viên đi | Hình thức         | Huấn luyện viên đến |
| ------------------ | ------------------ | ----------------- | ------------------- |
| Hải Phòng          | Hoàng Anh Tuấn     | Chấm dứt hợp đồng | Dylan Kerr          |
| Becamex Bình Dương | Nguyễn Minh Dũng   | Sa thải           | Lê Thụy Hải         |
| Thanh Hóa          | Mai Đức Chung      | Từ chức           | Hoàng Thanh Tùng    |

### Cầu thủ nước ngoài
| Câu lạc bộ                   | Cầu thủ 1         | Cầu thủ 2                 | Cầu thủ 3                   | Cầu thủ 4 (chỉ dành cho đội dự giải châu Á) | Cầu thủ nhập tịch                                                           | Cầu thủ cũ                                                                            |
| ---------------------------- | ----------------- | ------------------------- | --------------------------- | ------------------------------------------- | --------------------------------------------------------------------------- | ------------------------------------------------------------------------------------- |
| Becamex Bình Dương           | Moses Oloya       | Abass Cheikh Dieng        | Abdullahi Suleiman          | không                                       | Marcelo Barbieri1 Kesley Alves1 Theophilus Esele1 Robert1                   | Nsi Amougou                                                                           |
| Đồng Nai                     | Thiago Aquino     | Luiz Henrique             | Candelario Gomez            | không                                       | Rodgers Nandwa1                                                             | Gilberto V. Fortunato                                                                 |
| Đồng Tâm Long An             | Ganiyu Oseni      | Zdravko Dragićević        | Shim Un-seob                | không                                       | không                                                                       | Danny Mrwanda Gilson Campos Laerte Junior                                             |
| Hà Nội T&T                   | Gonzalo Marronkle | Hughton Hector            | Daneil Cyrus                | Sam Gallagher                               | Samson Kayode1                                                              | Goran Gruica                                                                          |
| Hải Phòng                    | Justice Majabvi   | Andre Fagan               | Lucas D.S. Goncalves        | không                                       | Issifu Ansah1                                                               |                                                                                       |
| Hoàng Anh Gia Lai            | Bassey Akpan      | Felix Ogbuke              | Timothy Anjembe             | không                                       | Hélio da Silva1 Đoàn Văn Sakda2                                             |                                                                                       |
| Hùng Vương An Giang          | Vincent Bossou    | Patiyo Tambwe             | Felix Ajala                 | không                                       | Maxwell Eyerakpo1                                                           | David C.T. Veloso Fábio dos Santos1                                                   |
| QNK Quảng Nam                | Henry Kisekka     | Almeida                   | Junior Rodrigues De Azevedo | không                                       | Marcos Jeferson1                                                            | Yahaya Adamu David Annas                                                              |
| SHB Đà Nẵng                  | Adrian Valentić   | Jhonatan Mariano Bernardo | Matías Zbrun                | không                                       | không                                                                       | Bojan Mamić                                                                           |
| Sông Lam Nghệ An             | Paul Emile Biyaga | Moreira                   | Petrisor Voinea             | không                                       | không                                                                       | Ndjodo Edouard                                                                        |
| Than Quảng Ninh              | Peter Omoduemuke  | Uche Iheruome             | Emmanuel Sunday             | không                                       | không                                                                       | Alaan Bruno D.S                                                                       |
| Thanh Hóa                    | Danny van Bakel   | Nastja Čeh                | Slobodan Dinčić             | không                                       | Rogerio Machado1 Jonathan Quartey2 Rodrigo Mota1 Dio Preye1 Amaobi Uzowuru1 | Emmanuel Sunday                                                                       |
| Xi măng The Vissai Ninh Bình | Bỏ giải           | Bỏ giải                   | Bỏ giải                     | Bỏ giải                                     | Bỏ giải                                                                     | Shim Un-seob Petrisor Voinea Patiyo Tambwe Kavin Elroy Bryan Rodrigo Mota1 Dio Preye1 |

Ghi chú:

1Các cầu thủ thi đấu nhiều năm tại V.League ở Việt Nam;

2Cầu thủ nhập tịch có thể khoác áo đội tuyển Việt Nam

## Bảng xếp hạng
| VT | Đội                          | ST | T  | H | B  | BT | BB | HS  | Đ  | Giành quyền tham dự hoặc xuống hạng              |
| -- | ---------------------------- | -- | -- | - | -- | -- | -- | --- | -- | ------------------------------------------------ |
| 1  | Becamex Bình Dương (C)       | 22 | 15 | 4 | 3  | 53 | 23 | +30 | 49 | Tham dự vòng bảng AFC Champion League 2015       |
| 2  | Hà Nội T&T                   | 22 | 14 | 5 | 3  | 66 | 40 | +26 | 47 | Tham dự vòng sơ loại 2 AFC Champion League 2015  |
| 3  | FLC Thanh Hóa                | 22 | 12 | 4 | 6  | 32 | 34 | −2  | 40 |                                                  |
| 4  | SHB Đà Nẵng                  | 22 | 11 | 6 | 5  | 43 | 33 | +10 | 39 |                                                  |
| 5  | Sông Lam Nghệ An             | 22 | 10 | 6 | 6  | 38 | 26 | +12 | 36 |                                                  |
| 6  | Than Quảng Ninh              | 22 | 9  | 2 | 11 | 43 | 44 | −1  | 29 |                                                  |
| 7  | Đồng Nai                     | 22 | 7  | 4 | 11 | 39 | 40 | −1  | 25 |                                                  |
| 8  | QNK Quảng Nam                | 22 | 7  | 4 | 11 | 34 | 52 | −18 | 25 |                                                  |
| 9  | Hoàng Anh Gia Lai            | 22 | 5  | 8 | 9  | 41 | 48 | −7  | 23 |                                                  |
| 10 | Hải Phòng                    | 22 | 5  | 6 | 11 | 26 | 37 | −11 | 21 |                                                  |
| 11 | Đồng Tâm Long An             | 22 | 5  | 6 | 11 | 29 | 45 | −16 | 21 |                                                  |
| 12 | Hùng Vương An Giang (R)      | 22 | 3  | 3 | 16 | 22 | 44 | −22 | 12 | Play-off giành quyền tham dự V.League 1 năm 2015 |
| 13 | Xi măng The Vissai Ninh Bình | 0  | 0  | 0 | 0  | 0  | 0  | 0   | 0  | Bỏ giải                                          |

1. 1 2  Kết quả đối đầu: Đồng Nai 5–1 QNK Quảng Nam, QNK Quảng Nam 1–0 Đồng Nai.
2. 1 2  Kết quả đối đầu: Hải Phòng 1–1 Đồng Tâm Long An, Đồng Tâm Long An 2–2 Hải Phòng. Số bàn thắng sân khách đối đầu: Hải Phòng 2, Đồng Tâm Long An 1.
3. ↑  Vào ngày 13 tháng 4 năm 2014, Xi măng The Vissai Ninh Bình đã gửi công văn cho Liên đoàn bóng đá Việt Nam (VFF) và Công ty Cổ phần Bóng đá chuyên nghiệp Việt Nam (VPF) để thông báo rút lui khỏi các giải đấu trong nước nhưng chỉ tiếp tục tham dự Cúp AFC, do 13 cầu thủ của đội đã bị phát hiện tham gia dàn xếp tỷ số trong một trận đấu ở AFC Cup. Đội bóng này đã chơi 8 trận đấu và đang đứng thứ ba trên bảng xếp hạng thời điểm đó.[10] Sau khi rút lui khỏi giải đấu, tất cả các kết quả thi đấu của đội bóng này đã bị hủy bỏ[11]; ban tổ chức đã phải sửa đổi điều lệ để đội xếp cuối cùng ở cuối mùa giải sẽ thi đấu trận play-off tranh suất thi đấu V.League năm sau.[7]

## Kết quả thi đấu
| Nhà \ Khách[1]          | BBD | ĐNA | ĐTLA | HNT | HAI | HAGL | HVA | QNK | SDN | SLNA | TQN | THO | VNB |
| Becamex Bình Dương      |     | 4–1 | 3–1  | 2–0 | 2–0 | 4–1  | 3–0 | 5–2 | 1–1 | 2–1  | 0–0 | 2–0 |     |
| Đồng Nai                | 3–3 |     | 0–1  | 2–3 | 0–1 | 3–2  | 0–1 | 5–1 | 2–1 | 1–3  | 1–3 | 8–0 |     |
| Đồng Tâm Long An        | 1–3 | 1–1 |      | 1–6 | 2–2 | 2–2  | 3–1 | 0–2 | 2–4 | 1–2  | 2–1 | 2–0 |     |
| Hà Nội T&T              | 4–2 | 2–0 | 3–3  |     | 5–2 | 3–1  | 4–1 | 2–2 | 2–0 | 2–2  | 6–4 | 5–2 |     |
| Hải Phòng               | 0–2 | 1–2 | 1–1  | 2–3 |     | 1–1  | 2–0 | 0–2 | 2–1 | 2–5  | 2–1 | 0–0 |     |
| Hoàng Anh Gia Lai       | 1–1 | 2–4 | 1–2  | 1–4 | 2–1 |      | 2–0 | 3–5 | 4–5 | 3–1  | 3–2 | 1–1 |     |
| Hùng Vương An Giang     | 1–4 | 0–0 | 2–0  | 3–4 | 1–1 | 3–3  |     | 5–3 | 1–2 | 1–2  | 1–2 | 1–2 |     |
| QNK Quảng Nam           | 1–3 | 1–0 | 1–0  | 3–3 | 1–1 | 2–1  | 1–0 |     | 0–3 | 0–3  | 6–3 | 2–3 |     |
| SHB Đà Nẵng             | 1–3 | 2–2 | 3–1  | 2–1 | 2–1 | 1–1  | 2–0 | 0–0 |     | 2–1  | 2–2 | 4–2 |     |
| Sông Lam Nghệ An        | 0–2 | 0–1 | 2–2  | 1–1 | 3–1 | 0–0  | 1–0 | 6–1 | 1–1 |      | 2–1 | 1–2 |     |
| Than Quảng Ninh         | 2–1 | 5–3 | 3–0  | 1–2 | 0–3 | 3–2  | 2–0 | 2–0 | 3–4 | 0–1  |     | 1–0 |     |
| Thanh Hóa               | 2–1 | 3–0 | 2–1  | 3–1 | 1–0 | 2–2  | 1–0 | 2–0 | 1–0 | 0–0  | 3–2 |     |     |
| XM The Vissai Ninh Bình |     |     |      |     |     |      |     |     |     |      |     |     |     |

Cập nhật lần cuối: ngày 10 tháng 8 năm 2014.
Nguồn: Vietnam Professional Football
1 ^ Đội chủ nhà được liệt kê ở cột bên tay trái.
Màu sắc: Xanh = Chủ nhà thắng; Vàng = Hòa; Đỏ = Đội khách thắng.

## Play-off
Trận play-off giành quyền tham dự V.League 1 2015 diễn ra giữa đội xếp cuối V.League 1 2014 và đội xếp thứ 3 giải hạng Nhất Quốc gia 2014. Xổ số kiên thiết Cần Thơ đã giành chiến thắng 3-0 và thăng hạng, trong khi Hùng Vương An Giang sẽ trở lại giải hạng Nhất nhưng ngay sau đó quyết định giải thể.
| Hùng Vương An Giang | 0–3      | Xổ số kiến thiết Cần Thơ                                                   |
| ------------------- | -------- | -------------------------------------------------------------------------- |
|                     | Chi tiết | - Hoàng Hải Dương 22' - Souleymane Diabate 57' - Belibi Celstin Didier 65' |

## Thống kê mùa giải

### Cầu thủ ghi bàn hàng đầu
| Thứ tự | Cầu thủ            | Câu lạc bộ         | Số bàn thắng |
| ------ | ------------------ | ------------------ | ------------ |
| 1      | Hoàng Vũ Samson    | Hà Nội T&T         | 23           |
| 2      | Timothy Anjembe    | Hoàng Anh Gia Lai  | 18           |
| 3      | Abass Cheikh Dieng | Becamex Bình Dương | 16           |
| 4      | Gonzalo            | Hà Nội T&T         | 13           |
| 4      | Uche Iheruome      | Than Quảng Ninh    | 13           |
| 6      | Nguyễn Hải Anh     | Đồng Nai           | 12           |
| 6      | Đinh Thanh Trung   | QNK Quảng Nam      | 12           |
| 8      | Nguyễn Văn Quyết   | Hà Nội T&T         | 11           |
| 9      | Lê Công Vinh       | Sông Lam Nghệ An   | 9            |
| 10     | Nguyễn Anh Đức     | Becamex Bình Dương | 8            |

### Ghi hat-trick
| Cầu thủ          | Câu lạc bộ        | Đối thủ             | Kết quả | Ngày                |
| ---------------- | ----------------- | ------------------- | ------- | ------------------- |
| Timothy Anjembe  | Hoàng Anh Gia Lai | Sông Lam Nghệ An    | 3–1     | 9 tháng 2 năm 2014  |
| Hoàng Vũ Samson  | Hà Nội T&T        | Đồng Tâm Long An    | 1–6     | 28 tháng 3 năm 2014 |
| Luiz Henrique    | Đồng Nai          | Thanh Hóa           | 8–0     | 12 tháng 4 năm 2014 |
| Hoàng Vũ Samson  | Hà Nội T&T        | Hùng Vương An Giang | 3–4     | 14 tháng 4 năm 2014 |
| Timothy Anjembe  | Hoàng Anh Gia Lai | Than Quảng Ninh     | 3–2     | 3 tháng 5 năm 2014  |
| Nguyễn Văn Quyết | Hà Nội T&T        | Đồng Nai            | 2–3     | 11 tháng 6 năm 2014 |
| Hoàng Vũ Samson  | Hà Nội T&T        | Hoàng Anh Gia Lai   | 3–1     | 27 tháng 7 năm 2014 |